# Парма (газета)
Парма — окружная газета на русском языке, издающаяся в Коми-Пермяцком округе Пермского края. Часть материалов публикуется на коми-пермяцком языке (раздел «Коми говк»).
В газете публикуются материалы о социальных, политических и экономических событиях Коми-Пермяцкого округа, а также освещаются вопросы коми-пермяцкого языка и культуры.
Выходила 3 раза в неделю на 4-8 полосах формата А3. Тираж 4500 — 7300 экземпляров.
С 2015 года выходит один раз в неделю на 20 - 24 полосах формата А3, Тираж 4500 экз.

## История
Газета выходит с ноября 1926 года. Первоначально называлась «Пахарь» (Гӧриԍ), а с 1931 — «По ленинскому пути» (Ленин туй вылӧт). В 1992 году газета получила современное название.